# Golden Joystick Awards
De Golden Joystick Awards is een jaarlijks gehouden evenement in het Verenigd Koninkrijk met prijsuitreikingen voor de beste computerspellen. De Golden Joystick Awards startte in 1983 en is het op een na oudste evenement in de computerspelindustrie
De prijzen werden aanvankelijk uitgereikt voor pc-spellen, maar zijn in latere jaren uitgebreid naar spelcomputers.
In 2021 hield de Golden Joystick Awards zijn vijftigste jaargang. Het publiek werd gevraagd om te stemmen op het 'Ultieme Spel Aller Tijden'. Deze titel ging naar Dark Souls, een spel uit 2011. De prijs voor 'Beste Gaming Hardware Aller Tijden' ging in 2021 naar de personal computer (pc), en werd namens Valve in ontvangst genomen.

## Winnaars
| Jaar      | Titel (pc)                     | Titel (console) |
| --------- | ------------------------------ | --- |
| 1983      | Jetpac                         | |
| 1984      | Knight Lore                    | |
| 1985      | The Way of the Exploding Fist  | |
| 1986      | Gauntlet                       | |
| 1987      | Out Run                        | |
| 1988      | Operation Wolf Speedball       | Thunder Blade |
| 1989      | The Untouchables Kick Off      | |
| 1990      | Rick Dangerous 2 Kick Off 2    | Mega Man John Madden Football |
| 1991      |                                | Sonic the Hedgehog |
| 1992      | Sensible Soccer                | Street Fighter II |
| 1994      | Cannon Fodder                  | Super Mario All-Stars |
| 1996 1997 | Quake                          | Super Mario 64 |
| 2002      | Grand Theft Auto III           | Halo: Combat Evolved |
| 2003      | Championship Manager 4         | Grand Theft Auto: Vice City (PlayStation) Star Wars: Knights of the Old Republic (Xbox) The Legend of Zelda: The Wind Waker (GameCube) |
| 2004      | Doom 3                         | Burnout 3: Takedown (PlayStation) Fable (Xbox) Mario Kart: Double Dash (GameCube)                                                      |
| 2005      | Half-Life 2                    | Grand Theft Auto: San Andreas (PlayStation) Halo 2 (Xbox) Resident Evil 4 (GameCube)                                                   |
| 2006      | The Elder Scrolls IV: Oblivion | Resident Evil 4 (PlayStation) The Elder Scrolls IV: Oblivion (Xbox) New Super Mario Bros. (DS)                                         |
| 2007      | The Lord of the Rings Online   | God of War II (PlayStation) Gears of War (Xbox) The Legend of Zelda: Twilight Princess (Wii)                                           |
| 2008      | Call of Duty 4: Modern Warfare | Metal Gear Solid 4: Guns of the Patriots (PlayStation) Grand Theft Auto IV (Xbox) Super Smash Bros. Brawl (Wii)                        |
| 2009      | Fallout 3                      | Killzone 2 (PlayStation) Gears of War 2 (Xbox) Call of Duty: World at War (Wii)                                                        |
| 2010      | Mass Effect 2                  | Pokémon HeartGold en SoulSilver (handheld) League of Legends (online)                                                                  |
| 2011      | Portal 2                       | Angry Birds Rio (smartphone) World of Warcraft (online)                                                                                |
| 2012      | The Elder Scrolls V: Skyrim    | Uncharted: Golden Abyss (handheld) Angry Birds Space (smartphone)                                                                      |
| 2013      | Grand Theft Auto V             | Assassin's Creed III: Liberation (handheld) World of Tanks (online)                                                                    |
| 2014      | Dark Souls II                  | Pokémon X en Y (handheld) Hearthstone: Heroes of Warcraft (smartphone)                                                                 |
| 2015      | Grand Theft Auto V             | Bloodborne (PlayStation) Ori and the Blind Forest (Xbox) Splatoon (Wii U)                                                              |
| 2016      | Overwatch                      | Uncharted 4: A Thief's End (PlayStation) Rise of the Tomb Raider (Xbox) The Legend of Zelda: Twilight Princess HD (Wii U)              |
| 2017      | PlayerUnknown's Battlegrounds  | Horizon Zero Dawn (PlayStation) Cuphead (Xbox) The Legend of Zelda: Breath of the Wild (Switch)                                        |
| 2018      | Subnautica                     | God of War (PlayStation) Forza Horizon 4 (Xbox) Octopath Traveler (Switch)                                                             |
| 2019      | World of Warcraft: Classic     | Days Gone (PlayStation) Gears 5 (Xbox) Super Smash Bros. Ultimate (Switch)                                                             |
| 2020      | Death Stranding                | The Last of Us Part II (PlayStation) Ori and the Will of the Wisps (Xbox) Animal Crossing: New Horizons (Switch)                       |
| 2021      | Hitman 3                       | Resident Evil Village (PlayStation) Psychonauts 2 (Xbox) Metroid Dread (Switch)                                                        |
| 2022      | Return to Monkey Island        | Stray (PlayStation) Grounded (Xbox) Pokémon Legends: Arceus (Switch)                                                                   |
| 2023      | Baldur's Gate 3                | Resident Evil 4 (PlayStation) Starfield (Xbox) The Legend of Zelda: Tears of the Kingdom (Switch)                                      |
| 2024      | Satisfactory                   | Helldivers II |